# Huntington (Staffordshire)
Pour les articles homonymes, voir Huntington.
Huntington est un village et une paroisse civile du Staffordshire, en Angleterre. Il est situé dans la région de Cannock Chase, à quelques kilomètres au nord de la ville de Cannock, sur la route A34 (en). Administrativement, il relève du district du South Staffordshire. Au recensement de 2011, il comptait 4 536 habitants.

## Étymologie
Huntington est composé de deux éléments vieil-anglais, hunta « chasseur » et dūn « colline », désignant ainsi la « colline des chasseurs ». Ce nom est attesté sous la forme Huntendon dans le Domesday Book, à la fin du XIe siècle.